# Paregesta californiensis
Paregesta californiensis är en fjärilsart som beskrevs av Munroe 1964. Paregesta californiensis ingår i släktet Paregesta och familjen Crambidae. Inga underarter finns listade i Catalogue of Life.